# عم بمزح معك (ألبوم)
عم بمزح معك هو أحد ألبومات المطربة نجوى كرم وصدر في 17 يوليو 2008 من إنتاج شركة روتانا وقد احتوى الألبوم على ثمان أغاني.

## الأغاني
1. الحلم الأبيض
2. أمنت قلبي
3. إنت الشمس
4. عم بمزح معك
5. كمل على روحي
6. قتلنا الخوف
7. تعا خبيك
8. ما بخبي عليك